# Baraeus vittatus
Baraeus vittatus är en skalbaggsart som beskrevs av Aurivillius 1913. Baraeus vittatus ingår i släktet Baraeus och familjen långhorningar. Inga underarter finns listade.